# Intel Paragon

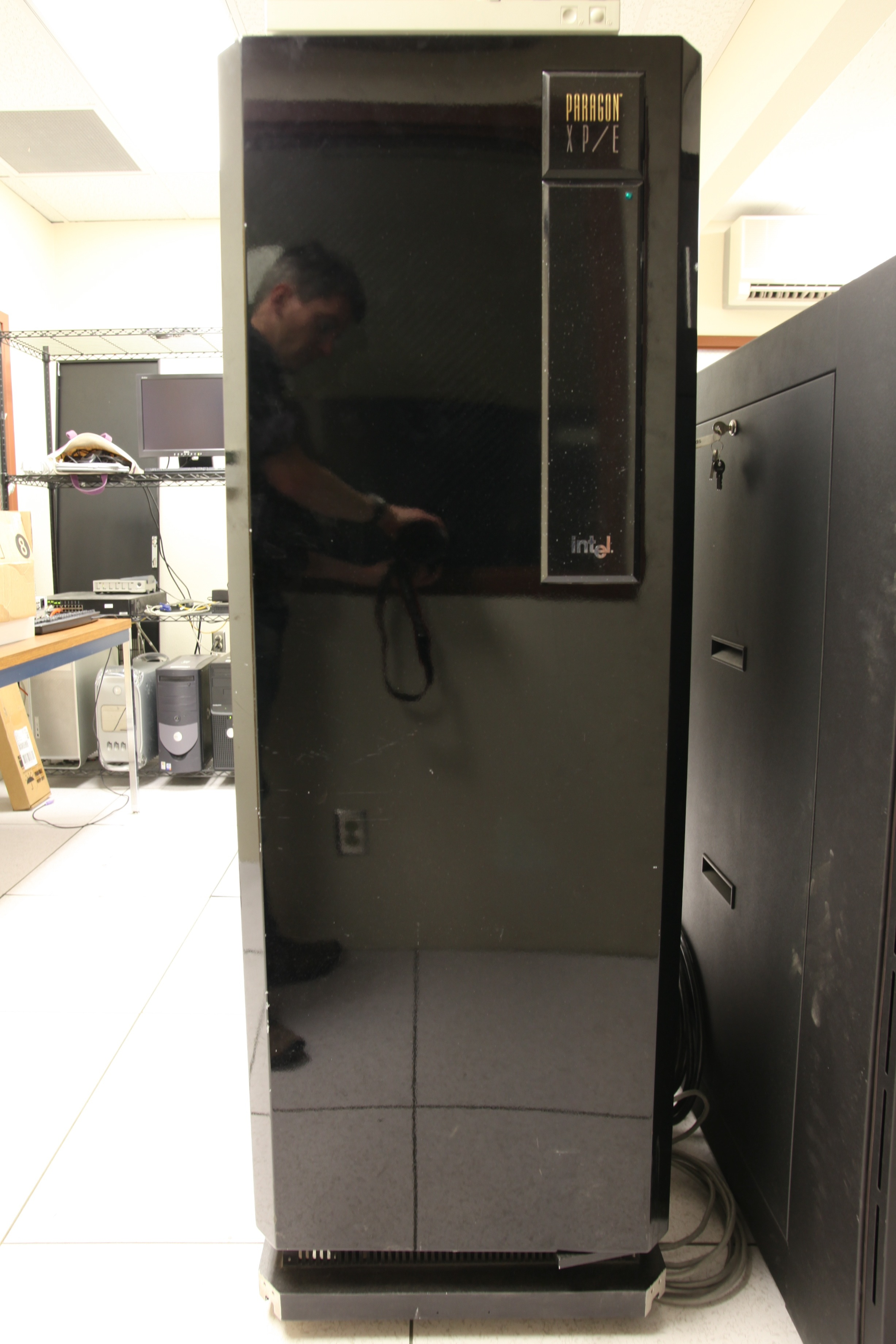
Intel Paragon XP-E system Cats

Intel Paragon – seria masowo równoległych superkomputerów produkowanych przez firmę Intel w latach 90. XX wieku.
Były zbudowane z procesorów Intel i860, połączonych w kratę. Niewielka liczba węzłów służyła do komunikacji I/O, pozostałe nie posiadały dysków twardych i służyły wyłącznie do przeprowadzania obliczeń. Taka architektura umożliwiała przełączanie systemu między różnymi trybami pracy przez odłączanie węzłów z danymi i zastępowanie ich innymi. Systemem zarządzał prosty system operacyjny SUNMOS, opracowany w Sandia National Laboratories.